# مارتي ماسون
مارتي ماسون (بالإنجليزية: Marty Mason)‏ هو لاعب كرة قاعدة أمريكي، ولد في 4 أبريل 1958 في سنتر سيتي في الولايات المتحدة.

## وصلات خارجية
- مارتي ماسون على موقعبيزبول رفرنس.كوم (الدوري الثانوي) (الإنجليزية)